# Линдси, Дэвид, герцог Монтроз
Дэвид Линдси (англ. David Lindsay; 1440 — 25 декабря 1495) — шотландский аристократ, 5-й граф Кроуфорд и 13-й барон Кроуфорд с 1453 года, 1-й герцог Монтроз с 1488 года.

## Биография
Дэвид Линдси принадлежал к знатному англо-шотландскому роду, известному с XI века и владевшему баронией Кроуфорд на юге Ланаркшира. Он родился в 1440 году в семье Александра Линдси, 4-го графа Кроуфорда, и его жены Маргарет Данбар. После смерти отца в 1453 году Дэвид унаследовал семейные владения и титулы. Он занимал посты шерифа Форфаршира (с 1466 года), хранителя Бервика (1473—1476), верховного адмирала Шотландии (с 1476), главы королевского двора (с 1480), главного камергера (до 1483), юстициария (с 1487). 9 марта 1473 года графу были пожалованы пожизненно лордства Бречин и Навар.
18 мая 1488 года граф Кроуфорд получил титул герцога Монтроза. Спустя три недели он сражался при Сочиберне на стороне короля Якова III, который в этой битве был разбит собственным сыном и вскоре погиб. Победитель, новый король Яков IV, 17 октября того же года аннулировал титул герцога Монтроза, но 19 сентября 1489 года создал его заново (опять для Линдси). При этом в марте 1504 года был отменён и акт об аннулировании титула, так что формально первое пожалование стало считаться действительным.
В феврале 1490 года герцог Монтроз стал членом Тайного совета. Он умер 25 декабря 1495 года.
Линдси женился в 1459 году на Элизабет Гамильтон, дочери Джеймса Гамильтона, 1-го лорда Гамильтона, и Эуфемии Грэм. В этом браке родились:
- Элизабет, жена Дэвида Лайона[6][7][8];
- Александр (умер в 1489), мастер Кроуфорд[9];
- Джон (умер в 1513), 6-й граф Кроуфорд;
- Маргарет (умерла до 1494)[10].

В 1484 году Линдси развёлся с женой и до 27 сентября этого года женился во второй раз — на Маргарет Кармайкл. Этот брак остался бездетным.